# Jaffe-Davids-Kanal
El Jaffe-Davids-Kanal o Jaffe-Davids-Kanal és un canal navegable a Wilhelmsburg a l'estat federal alemany d'Hamburg. Comença al Canal Ernst August i vessa a l'extrem meridional al Bauwiesenwettern, un wettern no navegable a prop del carrer Rotenhäuser Straße, que desguassa al Rathauswettern. Va ser excavat a l'inici del segle xx principalment per a millorar el desguàs de dels prats húmids que anaven urbanitzant-se ràpidament. La terra excavada també servia per a alçar les ribes.

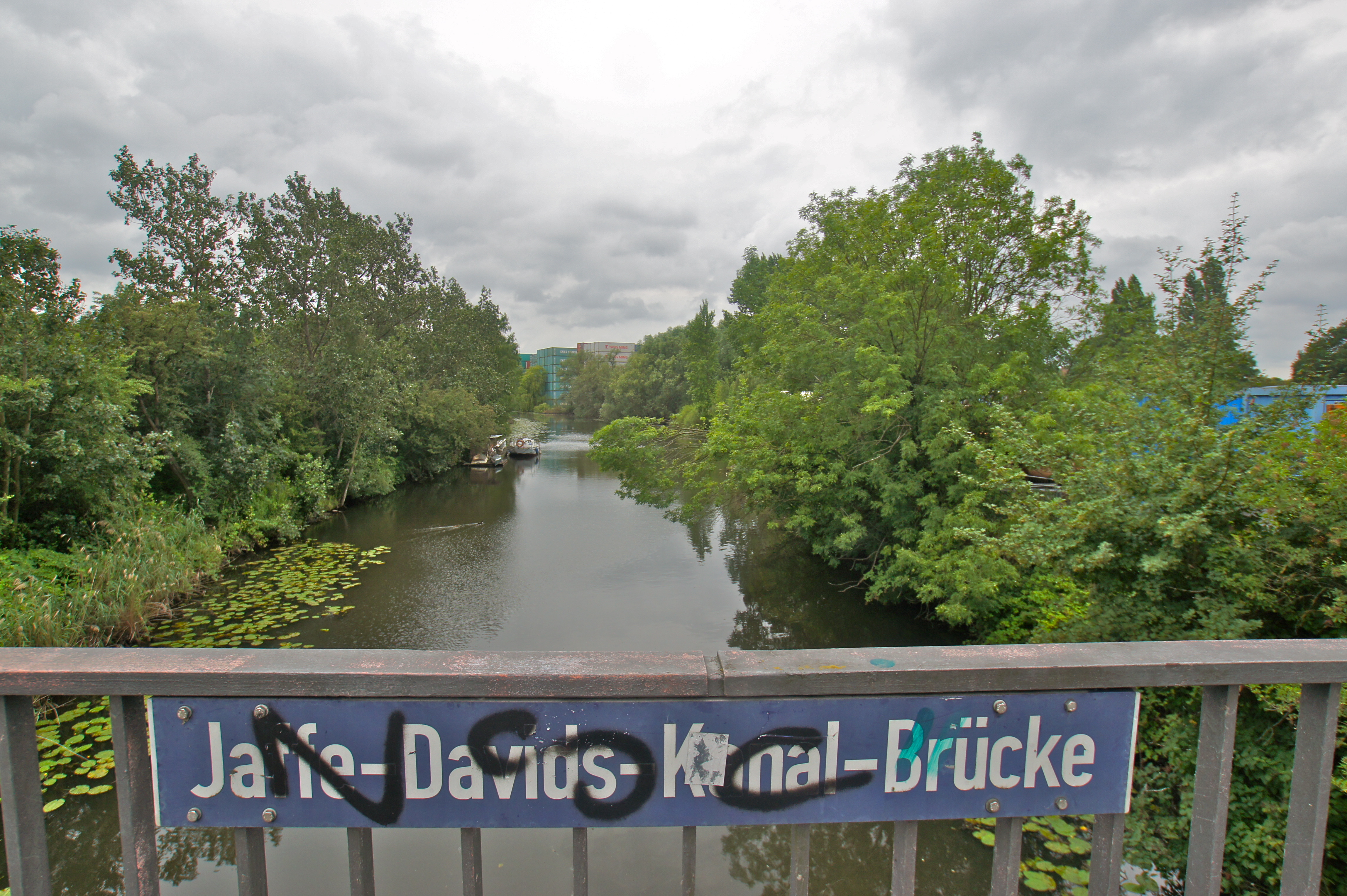
El canal vist des del pont del carrer Vogelhüttendeich

 Fins a la fi dels anys 1950, el canal també servia per al proveïment de la indústria als seus marges. La punta sud del canal era ocupada per les instal·lacions de la companyia H. Schlinck & Cie, coneguda a Alemanya pel Palmin, una margarina a base d'oli de palma. L'empresa va ser represa per Unilever i el 2004 per la Cia Peter Kölln. Els edificis van transformar-se en lofts per a artistes i despatxos. Les empreses que quedan al marge del canal, ja no l'utilitzen per al transport. Des del 2005, la ciutat d'Hamburg elabora un projecte de revitalitzar les afores del canal, que tot i quedar oficialment navegable, només s'utilitzat per la navegació esportiva.

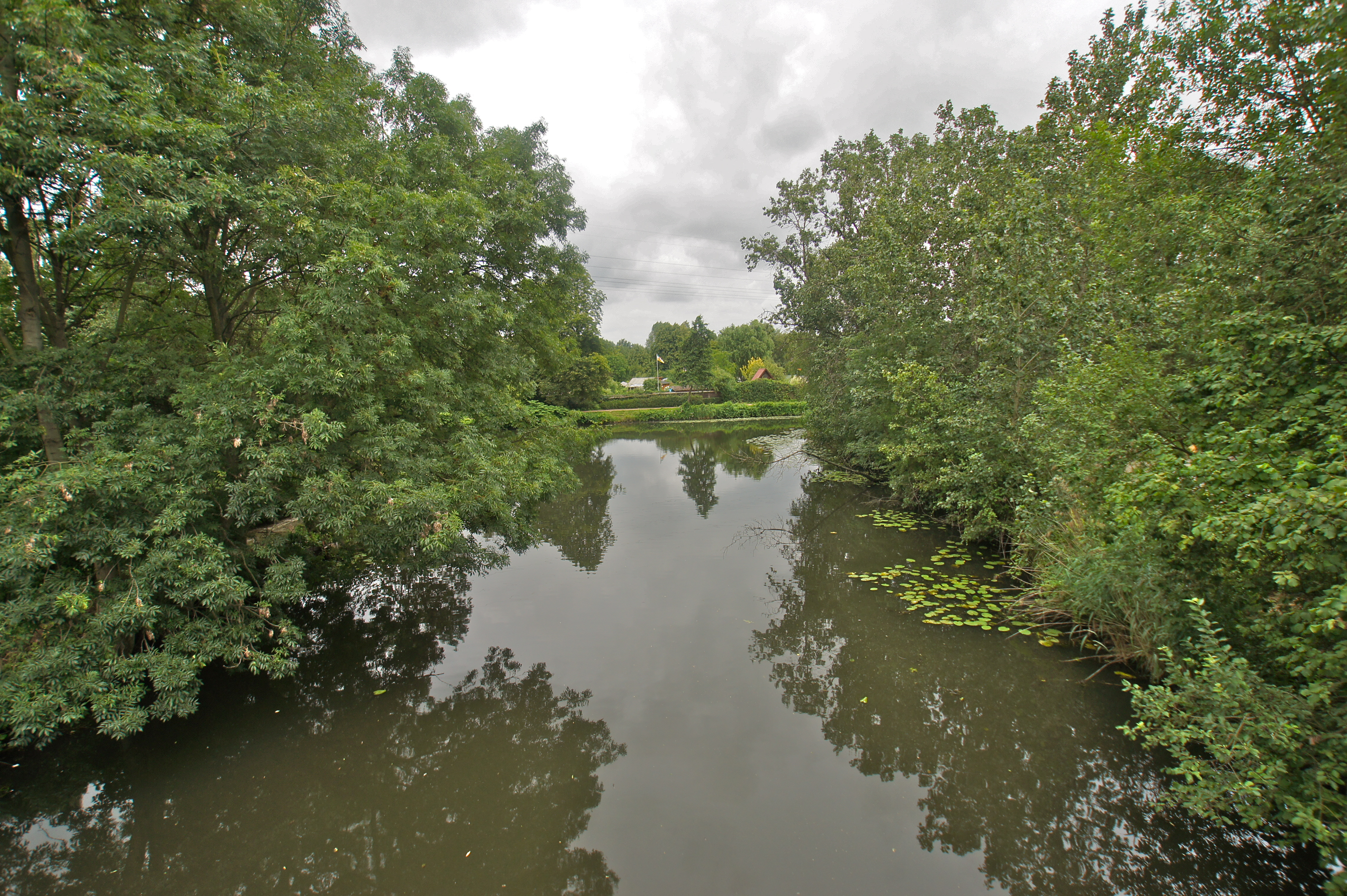
El Jaffe-Davids-Kanal del pont del carrer Vogelhüttendeich
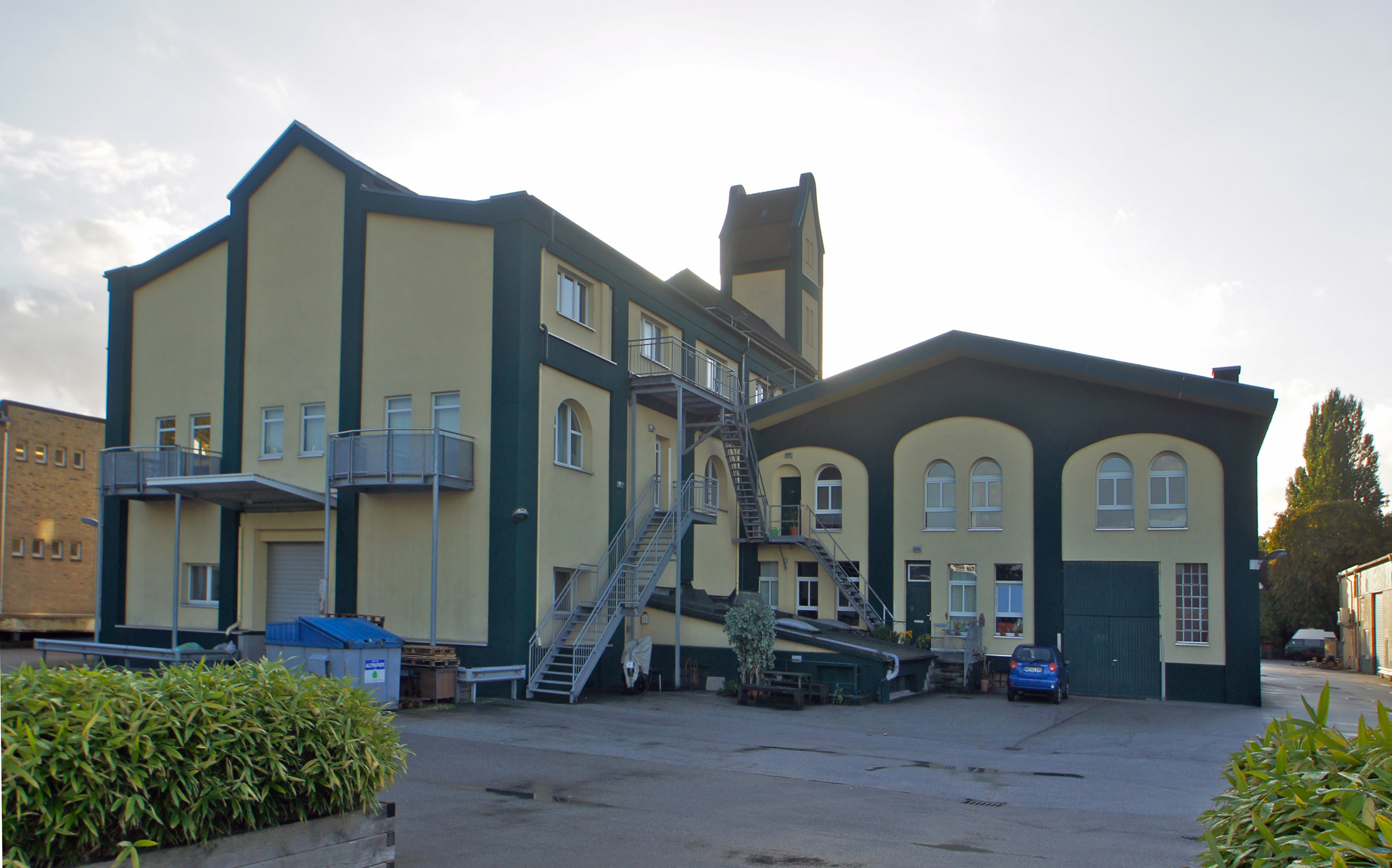
L'antiga fàbrica d'àcids gras trans Palmin
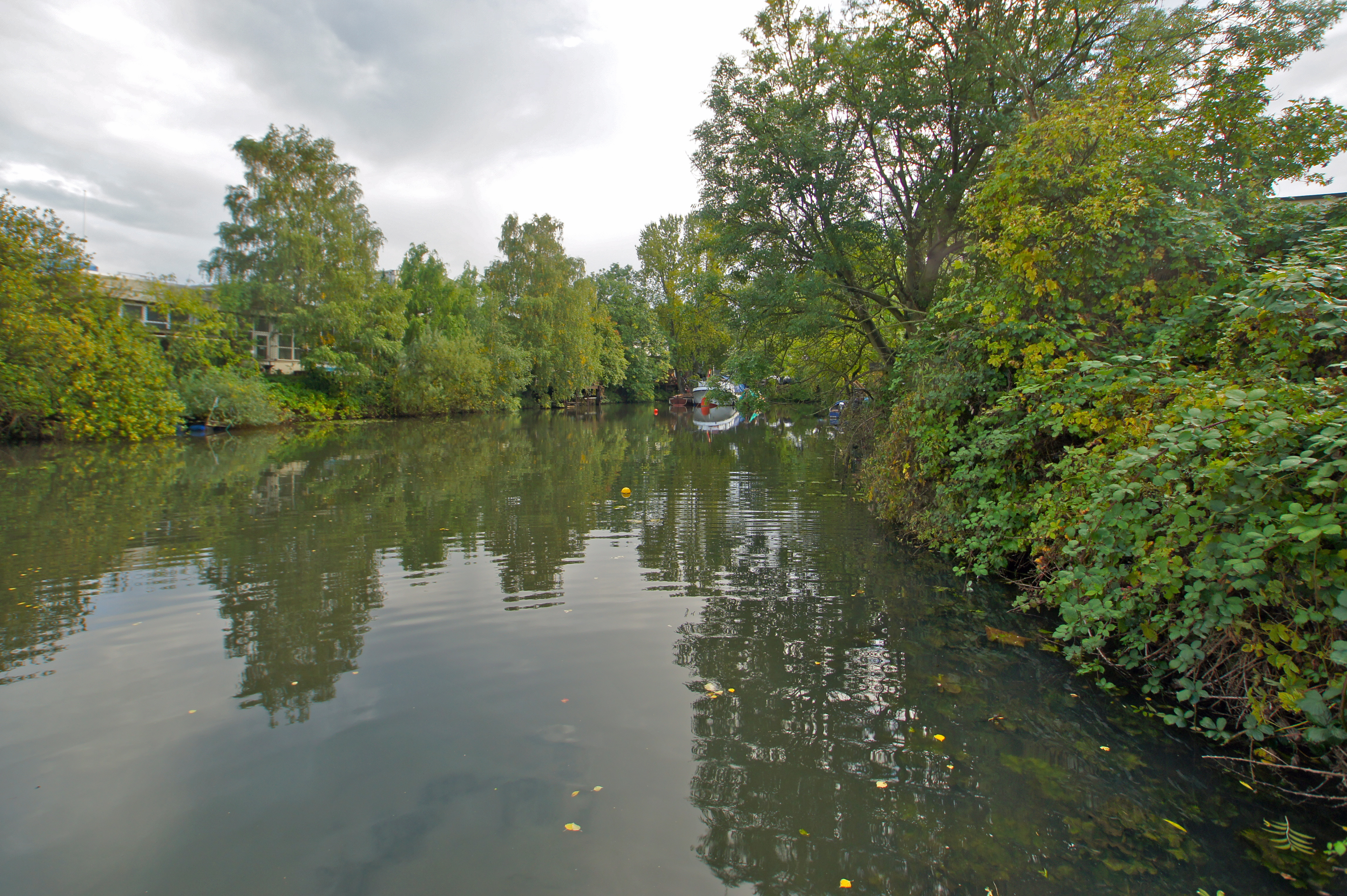
La punta sud del canal